# The Bates
Pour les articles homonymes, voir Bates.
The Bates est un groupe de punk rock allemand, originaire d'Eschwege. Formé en 1988, le groupe se sépare en 2001. Le nom fait référence au personnage Norman Bates du film  Psychose d'Alfred Hitchcock.

## Biographie
The Bates est formé en 1988 à Eschwege. Il comprend Zimbl (chant, basse), Klube (batterie, chant), Reb (guitare, chant) et Neuzugang Dully (guitare). En 1989, le groupe publie son premier album studio, No Name for the Baby au label Black Fantasy Records. The Bates est principalement connu pour leurs reprises de chansons rendues célèbres par d'autres artistes. Sur chacun de leur albums, ils publient au moins deux reprises aux côtés de leurs compositions originales.
Le plus grand succès commercial de The Bates en single est leur reprise de Billie Jean de Michael Jackson en 1995, qui atteint la 10e place dans les charts suisses et la 67e place dans le UK Singles Chart. D'autres chansons telles que  la reprise de Shakespears Sister Hello (Turn Your Radio On) (1994), A Time Real Cool (1995), It's Getting Dark (1996), et Independent Love Song (1997) sont également bien reçues. Leurs plus gros succès auprès du public furent It's Getting Dark, Say It Isn't So, A Real Cool Time, Bitter End, I Don't Wanna Love You et Not Like You. En 1999 sort l'album Right Here, Right Now!.
Parce que les reprises sont particulièrement bien accueillies, The Bates publie un deuxième album, 2d Skin, en 2000, qui comprend des reprises de chansons extraites de différents genres. Les Beatles (Helter Skelter), les Rolling Stones (Out of Time), Sailor (Glass of Champagne), Aneka (Japanese Boy), et Eiffel 65 (Blue (Da Ba Dee)) sont repris dans l'album dans le style typique de Bates. Toujours en 2000, The Bates est dissous. Les membres du groupe se sont réunis brièvement en décembre 2006 pour jouer un concert, en hommage à leur ancien chanteur Markus « Zimbl » Zimmer, qui était décédé plus tôt cette année. Le concert est filmé et, avec quelques interviews de la famille, amis et connaissances anciennes de Zimbl, réunis dans le film Zimbl - A Real Cool Time.

## Discographie

### Albums studio
- 1989 : No Name for the Baby
- 1990 : Shake
- 1992 : Psycho Junior
- 1993 : The Bates
- 1995 : Pleasure + Pain
- 1996 : Kicks 'n' Chicks
- 1997 : Punk?
- 1998 : IntraVenus
- 1999 : Right Here! Right Now!
- 2000 : 2nd Skin

### Albums live
- 1993 : Unfucked: Live
- 1997 : Live

### Singles
- 1994 : Hello
- 1995 : A Real Cool Time
- 1995 : Billie Jean
- 1995 : Say It Isn't So
- 1996 : It's Getting Dark
- 1996 : Poor Boy
- 1997 : Independent Love Song
- 1999 : Bitter End